# Jonquières (Oise)
Jonquières é uma comuna francesa na região administrativa de Altos da França, no departamento de Oise. Estende-se por uma área de 7,32 km². Em 2010 a comuna tinha 627 habitantes (densidade: 85,7 hab./km²).